# Lawrence Y. Sherman
Lawrence Y. Sherman (Piqua, 1858. november 8. – Daytona Beach, 1939. szeptember 15.) az Amerikai Egyesült Államok szenátora (Illinois, 1913–1921).